# Tour de Sétif
El Tour de Sétif es una carrera ciclista por etapas argelina. Creada en 2014, se disputa después del Tour de Argelia. Esta carrera forma parte desde su creación del UCI Africa Tour, en categoría 2.2.

## Palmarés
| Año  | Ganador           | Segundo               | Tercero             |
| ---- | ----------------- | --------------------- | ------------------- |
| 2014 | Thomas Lebas      | Sergey Belykh         | Artur Shaymuratov   |
| 2015 | Nabil Baz         | Abderrahmane Mansouri | Boualem Belmoukhtar |
| 2016 | Essaïd Abelouache | Adil Barbari          | Tomas Vaitkus       |

## Palmarés por países
| País      | Victorias |
| --------- | --------- |
| Francia   | 1         |
| Argelia   | 1         |
| Marruecos | 1         |